# بول ماكينا
بول ماكينا (بالإنجليزية: Paul McKenna)بالإنجليزية: Paul McKenna
) معروف لدى معظم البريطانيين كشخص واسع المدارك وصاحب رؤى في الفلسفة وعلم النفس، وكان قد أذهل الناس قبل نحو 12 سنة عندما نجح في تنويم نحو الف شخص كانوا تحت سقف واحد مغناطيسيا خلال لقائات حية.. ماكينا هذا أصدر مؤخرا كتابا عنوانه: استطيع أن أجعلك غنيا وله أيضا كتاب بعنوان استطيع أن اجعلك نحيفا وكتاب الثقة الفوريه...

## روابط خارجية
- بول ماكينا على موقع IMDb (الإنجليزية)
- بول ماكينا على موقع ميوزك برينز (الإنجليزية)
- بول ماكينا على موقع قاعدة بيانات برودواي على الإنترنت (الإنجليزية)
- بول ماكينا على موقع قاعدة بيانات الفيلم (الإنجليزية)